# Aegialia arenaria
Espèce
Aegialia arenaria est une espèce d'insectes de l'ordre des coléoptères, de la famille des Scarabaeidae, du genre Aegialia.

## Répartition et habitat

### Répartition
On le trouve dans la zone paléarctique (Pays-Bas, Belgique, France (dont Nord-Pas-de-Calais), Allemagne, Danemark, Portugal, Espagne, Royaume-Uni, Norvège, Suède) ainsi que dans la zone Néarctique (Canada, Nouvelle-Écosse, Île de Sable, au Massachusetts, New Hampshire) 

## Systématique
L'espèce Aegialia arenaria décrite par l'entomologiste danois Johan Christian Fabricius en 1787.

## Synonymie
Selon BioLib (2 août 2014) :
- Aegialia globosa Illiger, 1798
- Aegialia rufoides Verhoeff, 1891
- Aphodius globosa Illiger, 1798
- Aphodius globosa Sturm, 1805
- Scarabaeus arenaria Fabricius, 1787
- Scarabaeus arenarius Fabricius, 1787
- Scarabaeus globosa Kugelann, 1794
- Scarabaeus globosus Kugelann, 1794